# Доњи Вучковићи
Доњи Вучковићи су насељено мјесто града Врбовског, у Горском котару, у Приморско-горанској жупанији, Република Хрватска.

## Географија
Доњи Вучковићи се налазе око 11 км сјеверозападно од Врбовског.

## Становништво
Према попису становништва из 2011. године, насеље Доњи Вучковићи је имало 17 становника.
| Националност       | 1991. | 1981. | 1971. | 1961. |
| Срби               | 28    | 32    | 52    | 60    |
| Југословени        | 2     | 4     |       |       |
| Хрвати             |       |       | 10    | 10    |
| остали и непознато |       |       |       | 1     |
| Укупно             | 30    | 36    | 62    | 71    |

| Демографија | Демографија | Демографија |
| Година      | Становника  | Становника  |
| ----------- | ----------- | ----------- |
| 1961.       | 71          |             |
| 1971.       | 62          |             |
| 1981.       | 36          |             |
| 1991.       | 30          |             |
| 2001.       | 28          |             |
| 2011.       |             | 17          |